# Amorphophallus paeoniifolius
Amorphophallus paeoniifolius és una espècie de planta herbàcia dins la família aràcia. Es cultiva, pel seu tubercle, a zones de clima tropical d'Àfrica, Sud d'Àsia, Sud-est d'Àsia i les Illes del Pacífic tropicals.

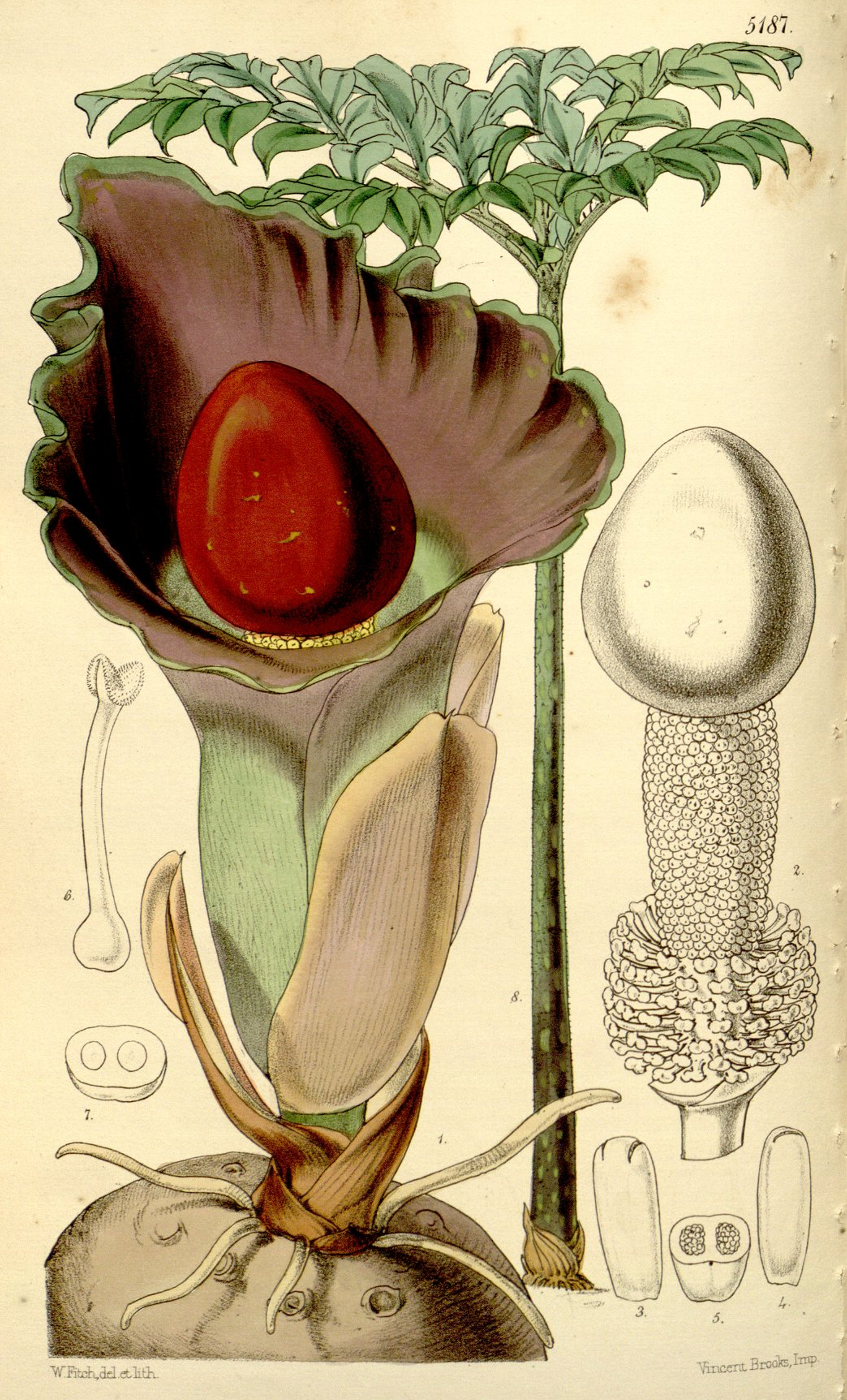
Il·lustració

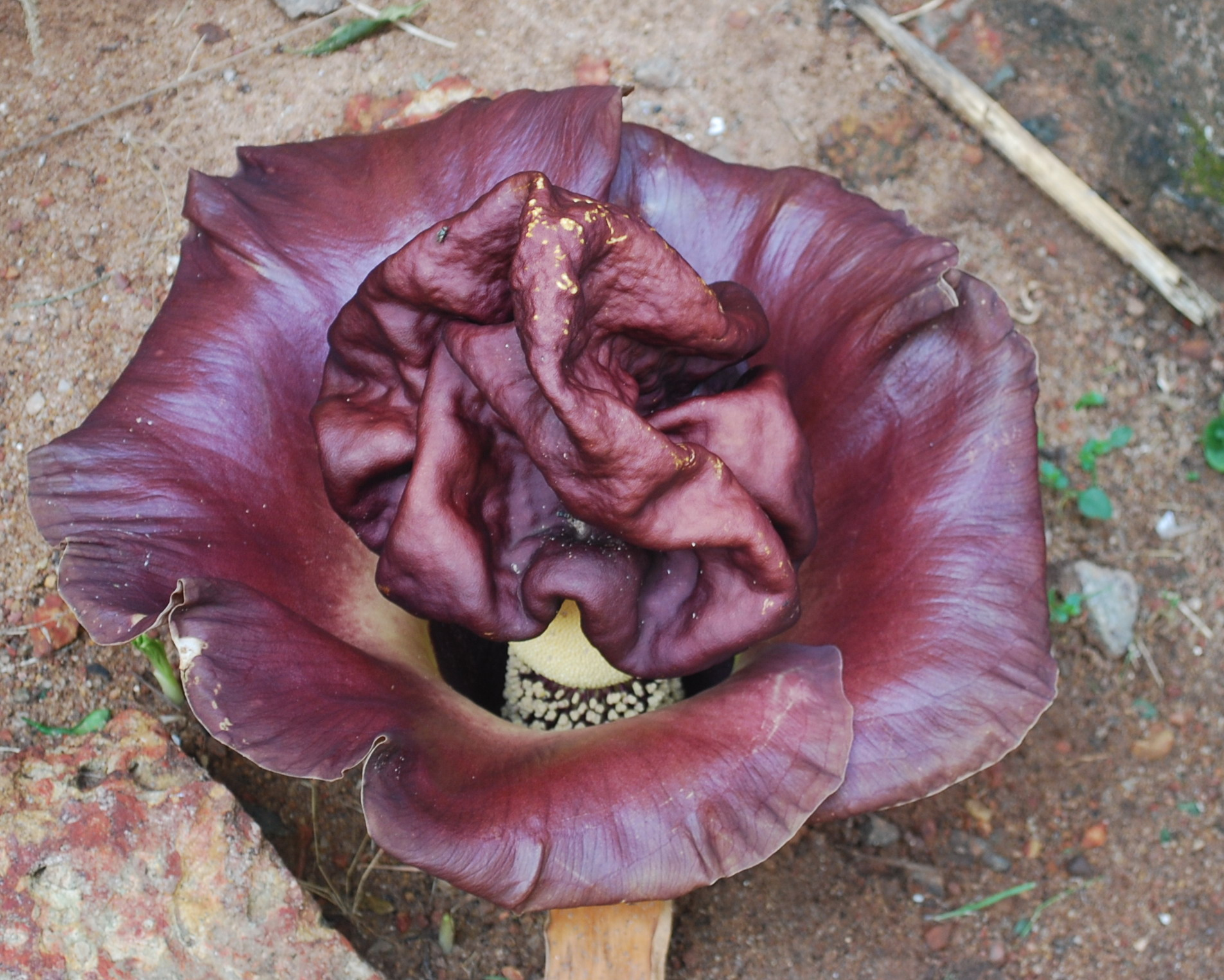
Detall de la flor

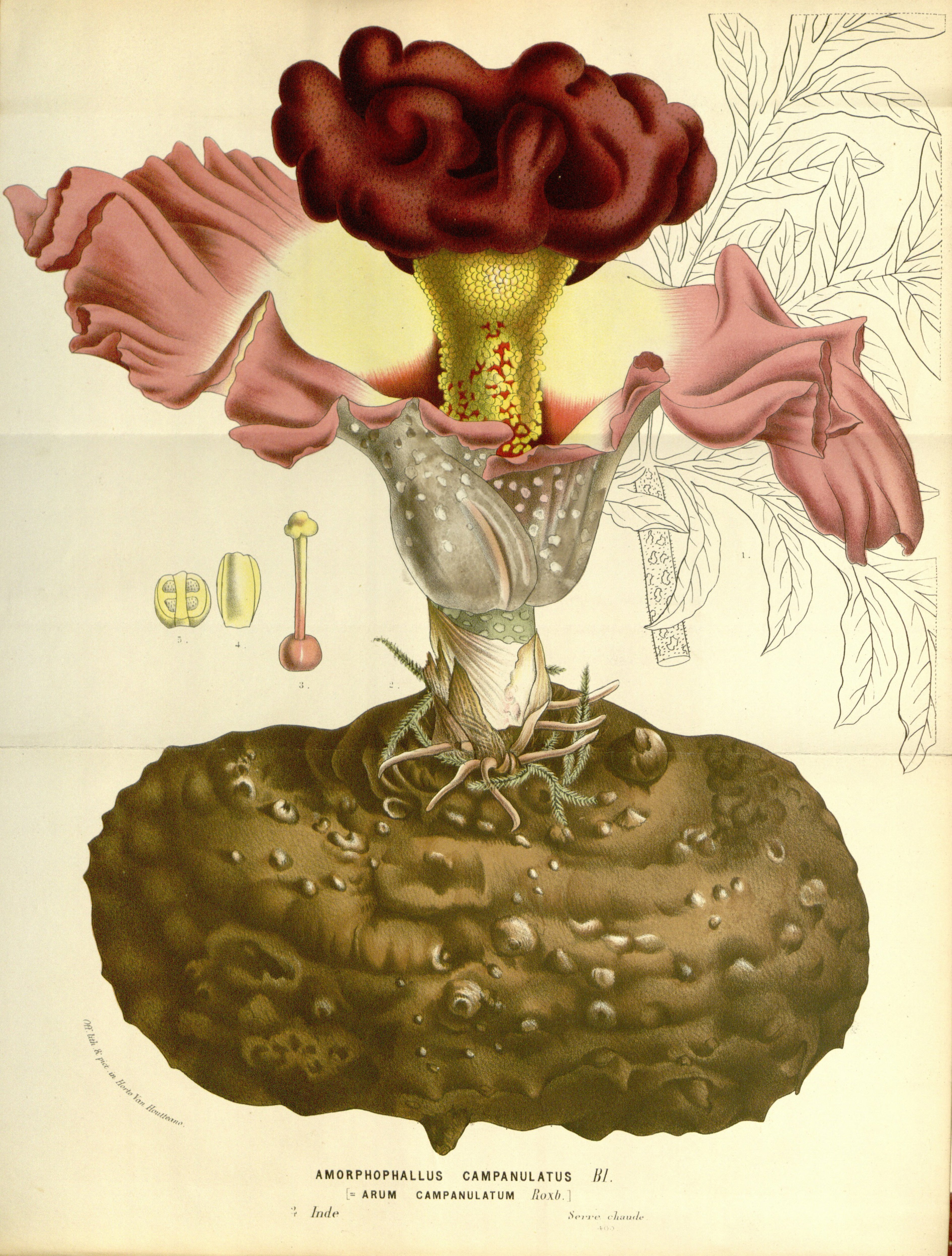
Il·lustració a Flore des Serres

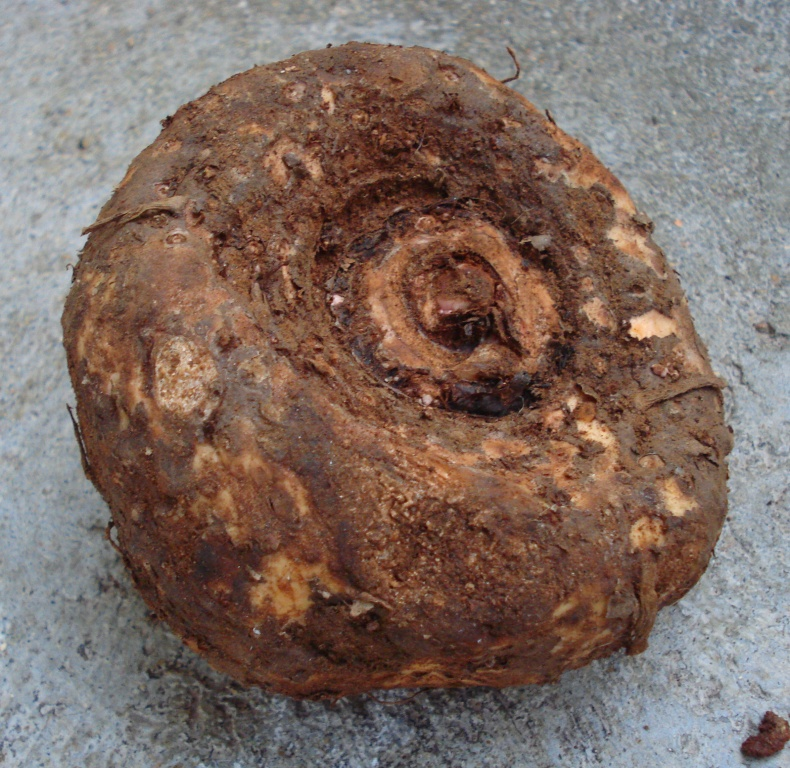
Tubercle

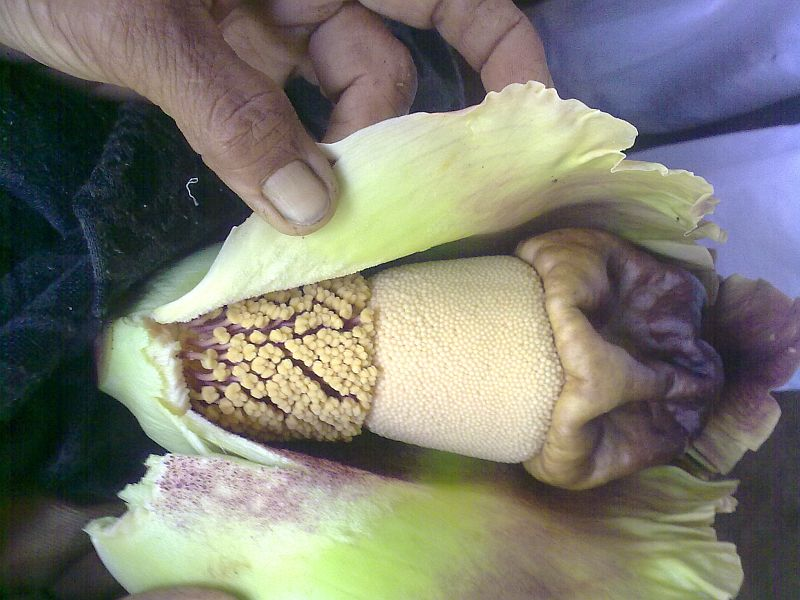
Detall de la flor

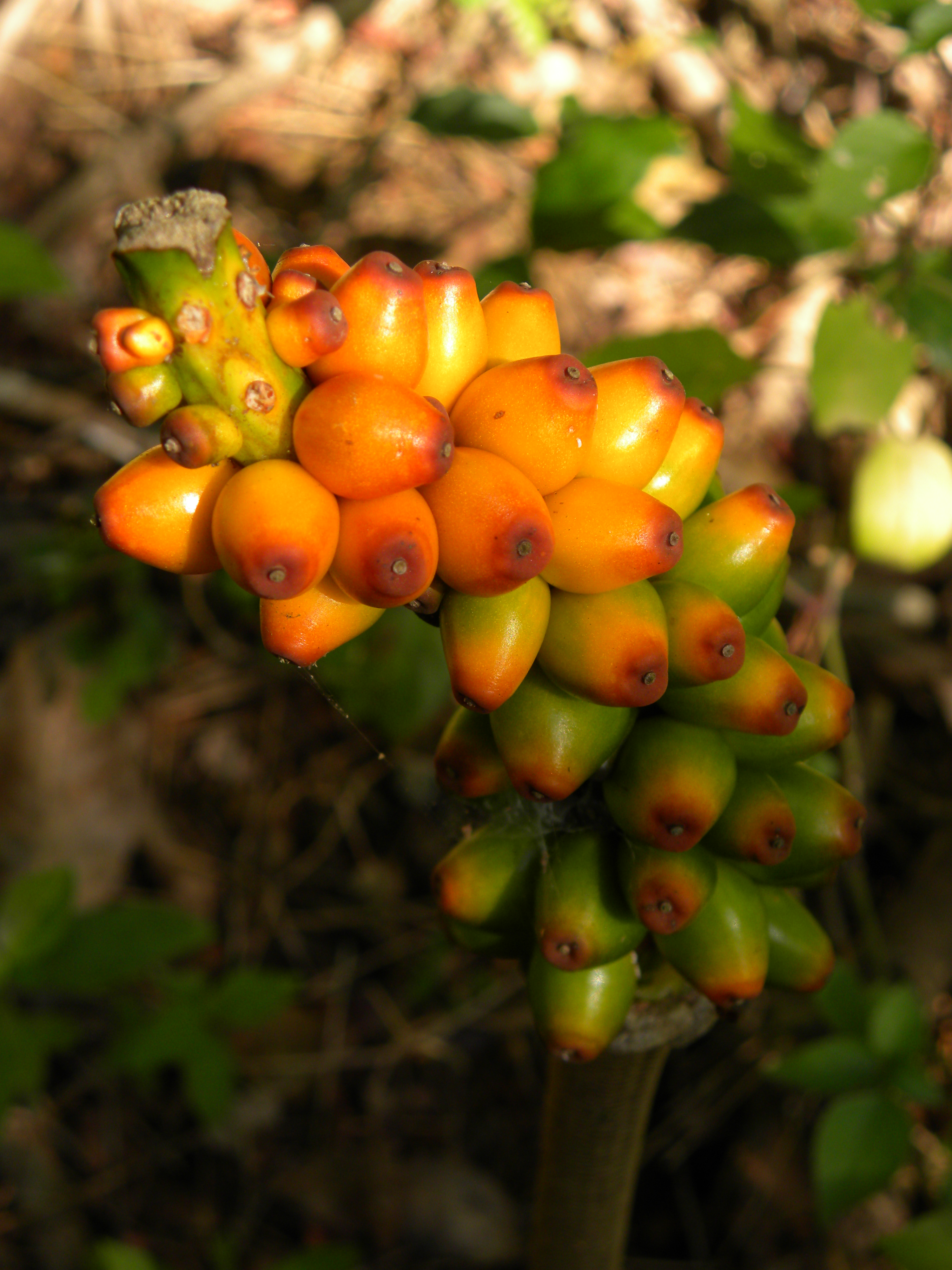
Fruits

## Descripció
És una planta herbàcia perenne que produeix una única inflorescència seguida per una fulla solitària. La part aèria de la planta acaba desapareixent i en resta un òrgan d'emmagatzemament subterrani que és un tubercle de color marró fosc i aplanat amb forma de globus d'unes dimensions de fins a 50 × 30 cm amb unes cicatrius profundes prominents. El tubercle pesa fins a uns 15 kg.
Té un espàdix de fins a 70 cm de llargada. La part inferior de l'espàdix és de sexe femení i els seus pistils consten d'un ovari de color verd pàl·lid o marró i l'estgma groc. La següent zona floral és masculina i conté estams grocs. La punta de l'espàdix és un apèndix, marró fosc bulbós, arrodonit i profundament rebregat.
L'espata (bràctea que envolta l'espàdix) té forma de campana de fins a 45 × 60 cm, de color verd pàl·lid a marró fosc amb taques pàl·lides a l'exterior. Té obertura cap a l'exterior per a formar una estructura volant, brillant marró, similar a un collar al voltant de l'espàdix. La part basal de l'interior és de color verd groguenc.
Fruits: Fan al voltant de 2 × 1 cm, de color roig brillant a la maduresa. Fructifica en un peduncle de 20-100 cm de llargada. La flor (espàdix) emet una olor que recorda la carn podrida, que atrau els pol·linitzadors, com els dípters i els coleòpters carronyaires.

## Distribució
Amorphophallus paeoniifolius és una planta nativa del sud de la Xina, Bangladesh, l'Índia, Sri Lanka, Laos, Myanmar, Tailàndia, el Vietnam, Borneo, Java, Malàisia, les Filipines, Cèlebes, Sumatra, Nova Guinea, el nord d'Austràlia, Fidji i Samoa. Està naturalitzada a Madagascar i les Seychelles.

## Propietats
Els tubercles d'Amorphophallus paeoniifolius són rics en glúcids i també es fa servir com a farratge.
Les propitats medicinals d'Amorphophallus paeoniifolius es fan servir en l'ayurveda. El tubercles es consideren tradicionalment com analgèsics, antiinflamatoris, antiflatulents, digestius, afrodisíacs, i tònics.

## Taxonomia
Amorphophallus paeoniifolius va ser descrita per (Dennst.) Nicolson i publicat a Taxon 26(2/3): 338. 1977.
Etimologia
Amorphophallus: és el nom del gènere i deriva de les paraules del grec: amorphos i phallos, que significa penis deforme.
paeoniifolius: epítet específic llatí que significa "amb les mateixes fulles que la Peònia".

## Sinònims
- Amorphophallus campanulatus Decne.
- Amorphophallus campanulatus var. blumei Prain
- Amorphophallus campanulatus f. darnleyensis F.M.Bailey
- Amorphophallus chatty Andrews
- Amorphophallus decurrens (Blanco) Kunth
- Amorphophallus dixenii K.Larsen & S.S.Larsen
- Amorphophallus dubius Blume
- Amorphophallus giganteus Blume
- Amorphophallus gigantiflorus Hayata
- Amorphophallus malaccensis Ridl.
- Amorphophallus microappendiculatus Engl.
- Amorphophallus paeoniifolius var. campanulatus (Decne.) Sivad.
- Amorphophallus rex Prain
- Amorphophallus rex Prain ex Hook. f.
- Amorphophallus sativus Blume
- Amorphophallus virosus N.E.Br.
- Arum campanulatum Roxb.
- Arum decurrens Blanco
- Arum phalliferum Oken
- Arum rumphii Gaudich.
- Arum rumphii Oken
- Candarum hookeri Schott
- Candarum roxburghii Schott
- Candarum rumphii Schott
- Conophallus giganteus Schott ex Miq.
- Conophallus sativus (Blume) Schott
- Dracontium paeoniifolium Dennst.
- Dracontium polyphyllum Dennst.
- Dracontium polyphyllum G.Forst.
- Hydrosme gigantiflora (Hayata) S.S.Ying
- Kunda verrucosa Raf.
- Plesmonium nobile Schott
- Pythion campanulatum Mart.[3][4]